# برف (ئی‌پی)
برف (به انگلیسی: Snow) یک ئی‌پی از گروهٔ موسیقی آلترناتیو راک اسکاتلندی کوکتو تویینز می‌باشد که در دسامبر سال ۱۹۹۳ از سوی فونتانا رکوردز منتشر گردید. با این وجود که برف از چاپ خارج شده، ترانه‌هایش در آلبوم تلفیقی لالایی‌هایی برای وایلین ظاهر شده‌اند.